# Килкис (линкор)
Килкис (греч. Θ/Κ Κιλκίς), изначально броненосец Миссисипи (англ. USS Missisipi (BB-23)) — головной броненосец типа «Миссисипи», состоявший на вооружении флотов США и Греции. Участвовал в обеих мировых войнах. В греческой историографии именуется как броненосец. Назван в честь победы греческой армии над болгарами во Второй Балканской войне.

## История
Заложен для ВМФ США в 1904 году, нёс службу под именем «Миссисипи» с 1908 по 1914 года. 
ВМС Греции
В 1914 году вместе с однотипным линкором «Айдахо» продан Греции: передача корабля флоту Греции прошла в Ньюпорт-Ньюс (Виргиния), где были установлены решётчатые мачты для антенн радиотелеграфии, которые и придали ему его особенный профиль.
В 1916 году корабль захватили французы, вернув его грекам в обмен на вступление в Антанту. После окончания Первой мировой линкор отправился оказывать помощь Белому движению на юге России в ходе Украинского похода греческой армии. В апреле 1919 прикрывал эвакуацию союзников из Севастополя.
Также помогал греческой армии в ходе «малоазийского похода» 1919—1922 годов.
В 1926—1928 годах «Килкис» модернизировался и ремонтировался, но из-за малой скорости и низкого надводного борта его решили списать в 1931 году. В 1935 году, находясь в резерве, линкор служил для артподготовки. 23 апреля 1941 во время немецкого вторжения в Грецию немецкие бомбардировщики потопили линкор. По окончании войны корабли подняли со дна и продали на лом в 1950-х годах.